# Blathmac
San Blathmac, nombrado también como Blaithmaic o Blaithmale, fue un monje irlandés de la Edad Media. Nació en Irlanda alrededor del 750. Fue muerto y se convirtió en mártir en Iona, alrededor del año 825. Su biografía fue escrita por Walafridus Strabo (824-849), el abad benedictino de Reichenau, en forma de poema hexámetro.
De acuerdo con la Enciclopedia Católica, era el hijo de una familia noble y desde joven habría mostrado vocación religiosa e incluso deseado el martirio. Su nombre fue latinizado como Florentius (por el hecho de que la palabra irlandesa blath significa flor). En el 824 ingresó en la orden de los monjes columbanos en Iona y llegó a ser abad, poco tiempo antes de que los danos invadieran Irlanda. Una mañana, mientas celebraba misa, los forajidos escandinavos entraron a la iglesia del monasterio y asesinaron a los monjes. San Blathmac se negó a revelar donde se ubicaba el sepulcro de San Columba que, de hecho era el objeto del saqueo, por lo que fue despedazado a los pies del altar.
Su cuerpo fue enterrado posteriormente con solemnidad en el lugar del martirio y, según la tradición, a través de su intercesión han ocurrido numerosos milagros. La fecha de su muerte es dada por los Annales de Ulster en el 825, pero Jean Mabillon la ubica 36 años antes. La hagiografía hecha por el abad Strabo se encuentra en el Florilegium Insulæ Sanctorum de Messingham.